# Wysoki Małe
Wysoki Małe – wieś w Polsce położona w województwie świętokrzyskim, w powiecie staszowskim, w gminie Bogoria.
W latach 1975–1998 miejscowość administracyjnie należała do województwa tarnobrzeskiego.
W 2004 roku z unijnych dotacji została odnowiona droga, a także oczyszczony i odnowiony staw znajdujący się w centrum wsi.

## Dawne części wsi – obiekty fizjograficzne
W latach 70. XX wieku przyporządkowano i opracowano spis lokalnych części integralnych dla Wysok Małych zawarty w tabeli 1.

| Nazwa wsi – miasta    | Nazwy części wsi – miasta | Nazwy obiektów fizjograficznych – charakter obiektu |
| --------------------- | ------------------------- | --- |
| I. Gromada SZCZEGLICE |                           | |
| 1. Wysoki Małe        | —                         | 1. Brodek — łąka 2. Druga Góra — wzniesienie, pole 3. Kalugi — łąka, błoto, wąwóz 4. Ogrody — pole 5. Pastwiska — pole, nieużytki, bagna 6. Pierwsza Góra — wzniesienie, pole 7. Ślęk — pole 8. Świrgól — pole 9. Za Wsią — pole |

## Historia
Według Jana Długosza (Długosz, L.B., I, 318, 319, II, 332, 333) w XV wieku rozróżniano cztery wsie o nazwie Wysokie: prima, secunda, tertia i quarta alias Mała Wieś. W 1578 roku wieś Wysoczki należała do Stanisława Lipnickiego. Czterej osadnicy gospodarowali w niej na 1 łanie
W 1629 roku wieś Wysoki Małe należała do Pakosława Lipnickiego. Według rejestru poborowego powiatu sandomierskiego z 1629 roku we wsi mieszkało 4 chłopów, którzy gospodarowali na 1 łanie i płacili 4 floreny polskie podatku. W miejscowości tej znajdował się także 1 młyn roczny, z którego płacono 1 floren 18 groszy podatku. W sumie z wsi tej płacono 5 florenów i 18 groszy poboru.
W 1895 roku Wysoczki Małe wymienione są w Słowniku geograficznym jako wieś i folwark. W 1827 roku liczyły 11 domów i 63 mieszkańców, zaś w 1895 roku 18 domów i 97 mieszkańców. W roku 1885 folwark obejmował 297 mórg, z czego 212 mórg gruntów ornych i ogrodniczych, 10 mórg łąk, 7 mórg pastwisk, 63 morgi lasu (nieurządzony) oraz 4 morgi nieużytków. Stosowano płodozmian 10-polowy. W folwarku znajdowało się 6 budynków drewnianych. Wieś liczyła wówczas 16 osadników gospodarujących na 105 morgach.

## Krzyże przydrożne
Przy skrzyżowaniu z drogą wiodącą do Pęcławic Górnych znajduje się kamienny krzyż wykonany przez Władysława i Ignacego Sadłochów, upamiętniający poległych w okolicy powstańców z 1863 roku. 

## Literatura
1. Kaczmarek Leon (red. nauk. zeszytu), Taszycki Witold (red. nauk. wyd.): Urzędowe Nazwy miejscowości i obiektów fizjograficznych. 33. Powiat staszowski województwo kieleckie. Komisja ustalania nazw miejscowości i obiektów fizjograficznych (do użytku służbowego). Z: 33. Warszawa: Urząd Rady Ministrów. Biuro do Spraw Prezydiów Rad Narodowych, 1970. Brak numerów stron w książce